# 警察官の懲戒処分
警察官の懲戒処分（けいさつかんのちょうかいしょぶん）とは、職務上の義務違反または怠慢、もしくは公私を問わず全体の奉仕者としてふさわしくない非行のあった警察官に対し、その責任を明らかにし、将来に向かって戒め、または公務員としてふさわしくない者を排除するために行われる行政の処分。警察官は国家公務員または都道府県の地方公務員であるので、前者への処分は国家公務員法（昭和22年10月21日法律第120号）により、後者へは地方公務員法（昭和25年12月13日法律第261号）により、それぞれなされる。

## 警察官の処分
国家公務員法第82条、地方公務員法第29条とも、職員に対する懲戒処分には以下の種類を規定している。
- 免職
- 停職
- 減給
- 戒告

また、両公務員法によらず、内規によりなされる処分があり、それらを例示すると下記のようなものがある。
- 訓告
- 本部長注意
- 厳重注意
- 所属長注意

前者は今後の異動と昇任に影響を及ぼすが、後者では、昇任に若干影響がある程度である。

## 調査から処分の決定
本項では、都道府県警察の警察官に対する懲戒処分の決定過程について述べる。
警察官が不祥事を起こし、当該警察官に懲戒処分に相当する可能性がある場合、警察本部の警務部監察官室が対応し、監察官が事実関係を調査する。この時点で監察事案となり調査中は機密扱いとなる。
監察官が当該警察官、調査対象になる当事者などから事情聴取を行ったり、証拠などを精査し調査結果を出すと、本部の部長・幹部クラスによる懲戒委員会、公安委員による会議が行われ処分について検討する。その上で警察庁に上げ、全国他の警察の同程度の監察処分と処分にばらつきが出ないように調整して最終的な処分が決定する。

## マスコミ発表
警察官の不祥事、それに伴う処分のマスコミ発表は「処分時発表」が基本である。
当該警察官の処分内容が決定し、処分が実行されると同時に発表されるので、この間に警務警察が極秘に調査を進めている。
故に「停職6ヶ月、同日付で依願退職」等の発表であれば、監察が調査を進め当該警察官から事情を聞く際に進退についても問い、事前に依願退職の意向を固めている。
また、発表されるのは刑事事件等の重大な不祥事、特に本人が非違行為を起こした場合である。
既婚者の不倫や同僚との金銭問題においては、警察側から顛末を発表しない事が多い。
情報公開法の制定後、処分時に発表をされない事案においても上半期と下半期それぞれの処分事案として報道番組や新聞で報道されるようになった。

## 懲戒処分の指針
現在、懲戒処分については指針が定められており、犯罪でない限り懲戒免職処分にはなりにくい。これは一般の公務員でも同様である。
また最近の傾向としては、一般の公務員なら逮捕されて当然の事件でも逮捕しなかったり、不祥事を起こした警察官の氏名、所属先、事件の詳細を公表基準に達していないとして報道発表していない事が多く「身内に甘いのではないか」という批判の声が高まっている（福島県警察高速道路交通警察隊巡査部長による暴行事件など）。

## 依願退職後の再就職
警察官が不祥事を起こし、懲戒免職以外の停職、減給などの処分で依願退職をした場合（ほとんどは処分発令を受けて辞表提出、認められる）、監察官室と同じ部署である警務部厚生課から組織に登録されている再就職を斡旋してもらえる。本来厚生課は定年退職者等の為に再就職先を斡旋する部署であるが、懲戒処分者でも例外ではない。再就職先は交通安全協会、共済等外郭団体や警察と取引のある一般企業、警備業者である。また、懲戒免職処分を受けた警察官でも再就職先を紹介する事もある。